# Vandiemencythere
Vandiemencythere is een geslacht van uitgestorven kreeftachtigen uit de klasse van de Ostracoda (mosselkreeftjes).

## Soorten
- Vandiemencythere gunyoungensis Ayress & Warne, 1993 †
- Vandiemencythere phleboides Ayress & Warne, 1993 †